# Daumazan-sur-Arize
Daumazan-sur-Arize est une commune française, située dans le nord du département de l'Ariège en région Occitanie. Sur le plan historique et culturel, la commune fait partie du Pédaguès, ancienne appellation remplacée au XXIe siècle par la dénomination géographique de Terrefort ariégeois, constitué des terreforts de Pamiers et de Saverdun, sur la rive gauche de l'Ariège.
Exposée à un climat océanique altéré, elle est drainée par l'Arize, le ruisseau de l'Argain, le ruisseau de Montbrun et par divers autres petits cours d'eau. La commune possède un patrimoine naturel remarquable composé d'une zone naturelle d'intérêt écologique, faunistique et floristique.
Daumazan-sur-Arize est une commune rurale qui compte 804 habitants en 2022, après avoir connu un pic de population de 1 427 habitants en 1851. Ses habitants sont appelés les Daumazanais ou Daumazanaises.

## Géographie
1. Carte dynamique
2. Carte Openstreetmap
3. Carte topographique
4. Carte avec les communes environnantes

Commune située dans le massif du Plantaurel en Volvestre. C'est une commune limitrophe avec le département de la Haute-Garonne.
Les communes limitrophes sont  Campagne-sur-Arize, Carla-Bayle, Castex, La Bastide-de-Besplas et Montbrun-Bocage.
Daumazan-sur-Arize est limitrophe de cinq autres communes dont une dans le département de la Haute-Garonne.
| La Bastide-de-Besplas           | Castex             |                    |
|                                 | Daumazan-sur-Arize | Carla-Bayle        |
| Montbrun-Bocage (Haute-Garonne) |                    | Campagne-sur-Arize |

### Géologie et relief
La commune est située dans le Bassin aquitain, le deuxième plus grand bassin sédimentaire de la France après le Bassin parisien, certaines parties étant recouvertes par des formations superficielles. Les terrains affleurants sur le territoire communal sont constitués de roches sédimentaires datant du Cénozoïque, l'ère géologique la plus récente sur l'échelle des temps géologiques, débutant il y a 66 millions d'années. La structure détaillée des couches affleurantes est décrite dans la feuille « n°1056 - Le Mas d'Azil » de la carte géologique harmonisée au 1/50 000ème du département de l'Ariège, et sa notice associée.
La superficie cadastrale de la commune publiée par l’Insee, qui sert de références dans toutes les statistiques, est de 13,78 km2,. La superficie géographique, issue de la BD Topo, composante du Référentiel à grande échelle produit par l'IGN, est quant à elle de 13,99 km2.  L'altitude du territoire varie entre 239 m et 361 m.

### Hydrographie

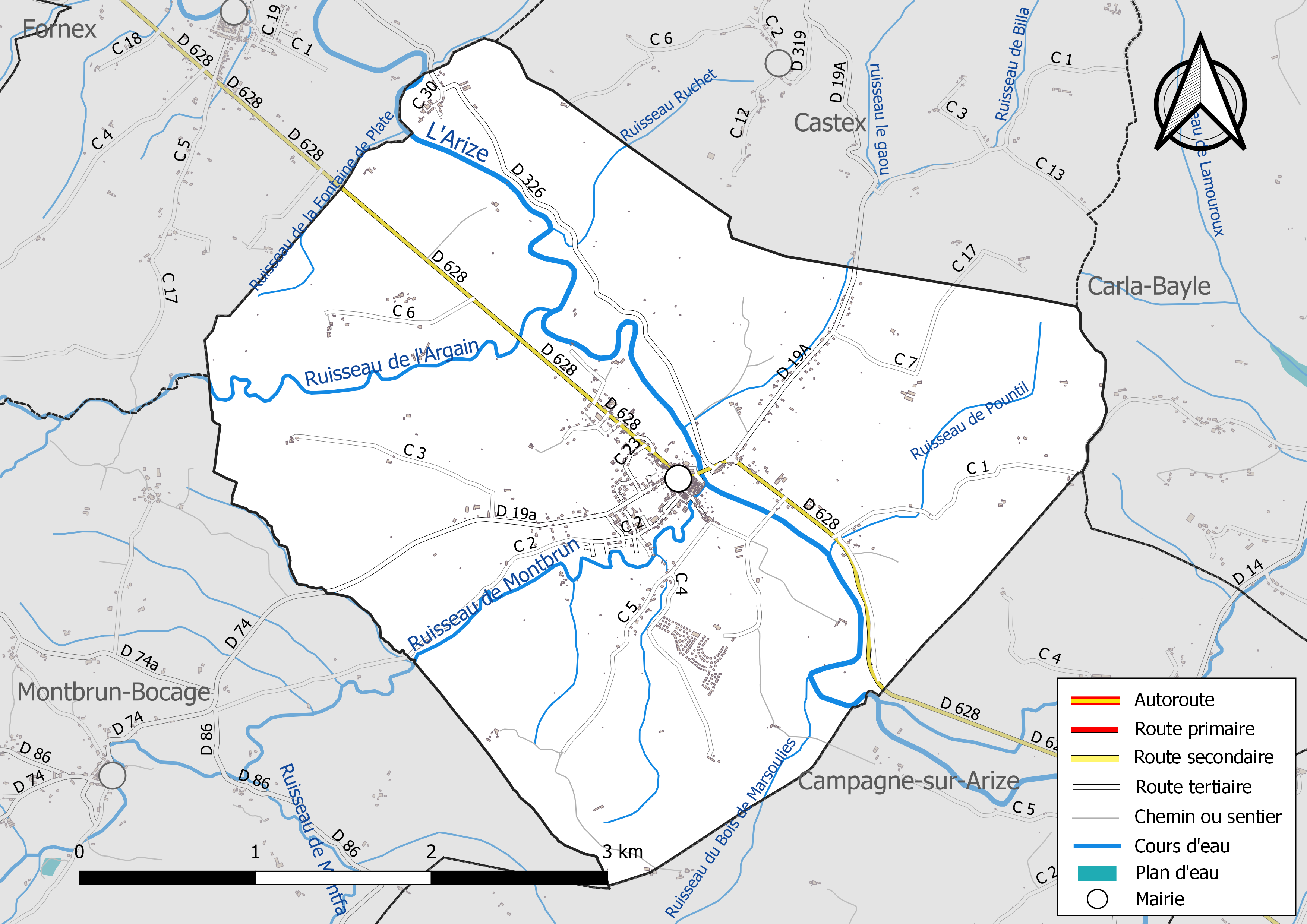
Réseaux hydrographique et routier de Daumazan-sur-Arize.

La commune est dans le bassin versant de la Garonne, au sein du bassin hydrographique Adour-Garonne. Elle est drainée par l'Arize, le ruisseau de l'Argain, le ruisseau de Montbrun, le ruisseau de la Fontaine de Plate, le ruisseau de Pountil, le ruisseau du Bois de Marsoulies, le ruisseau du Gaou, le ruisseau Ruchet et par divers petits cours d'eau, constituant un réseau hydrographique de 21 km de longueur totale,.
L'Arize, d'une longueur totale de 83,78 km, prend sa source dans la commune de Sentenac-de-Sérou et s'écoule du sud vers le nord. Elle traverse la commune et se jette dans la Garonne à Carbonne, après avoir traversé 20 communes.
Le ruisseau de l'Argain, d'une longueur totale de 11,8 km, prend sa source dans la commune de Montesquieu-Volvestre et s'écoule du sud vers le nord puis d'ouest en est. Il traverse la commune et se jette dans l'Arize sur le territoire communal, après avoir traversé 5 communes.
Le ruisseau de Montbrun, d'une longueur totale de 13,3 km, prend sa source dans la commune de Montbrun-Bocage et s'écoule du sud-ouest vers le nord-est. Il traverse la commune et se jette dans l'Arize sur le territoire communal.

### Climat
Pour des articles plus généraux, voir Climat de l'Occitanie et Climat de l'Ariège.
En 2010, le climat de la commune est de type climat océanique altéré, selon une étude s'appuyant sur une série de données couvrant la période 1971-2000. En 2020, Météo-France publie une typologie des climats de la France métropolitaine dans laquelle la commune est exposée à un climat de montagne et est dans la région climatique Pyrénées centrales, caractérisée par une pluviométrie annuelle de 1 000 à 1 200 mm.
Pour la période 1971-2000, la température annuelle moyenne est de 12,8 °C, avec une amplitude thermique annuelle de 15,7 °C. Le cumul annuel moyen de précipitations est de 754 mm, avec 9,5 jours de précipitations en janvier et 5,7 jours en juillet. Pour la période 1991-2020, la température moyenne annuelle observée sur la station météorologique la plus proche, située sur la commune de Saint-Ybars à 12 km à vol d'oiseau, est de 13,6 °C et le cumul annuel moyen de précipitations est de 796,5 mm,. Pour l'avenir, les paramètres climatiques de la commune estimés pour 2050 selon différents scénarios d'émission de gaz à effet de serre sont consultables sur un site dédié publié par Météo-France en novembre 2022.

## Urbanisme

### Typologie
Au 1er janvier 2024, Daumazan-sur-Arize est catégorisée commune rurale à habitat dispersé, selon la nouvelle grille communale de densité à 7 niveaux définie par l'Insee en 2022.
Elle est située hors unité urbaine et hors attraction des villes,.

### Occupation des sols
L'occupation des sols de la commune, telle qu'elle ressort de la base de données européenne d’occupation biophysique des sols Corine Land Cover (CLC), est marquée par l'importance des territoires agricoles (84,9 % en 2018), en diminution par rapport à 1990 (85,9 %). La répartition détaillée en 2018 est la suivante : 
prairies (45,5 %), terres arables (30,2 %), forêts (12 %), zones agricoles hétérogènes (9,3 %), zones urbanisées (3,1 %). L'évolution de l’occupation des sols de la commune et de ses infrastructures peut être observée sur les différentes représentations cartographiques du territoire : la carte de Cassini (XVIIIe siècle), la carte d'état-major (1820-1866) et les cartes ou photos aériennes de l'IGN pour la période actuelle (1950 à aujourd'hui).

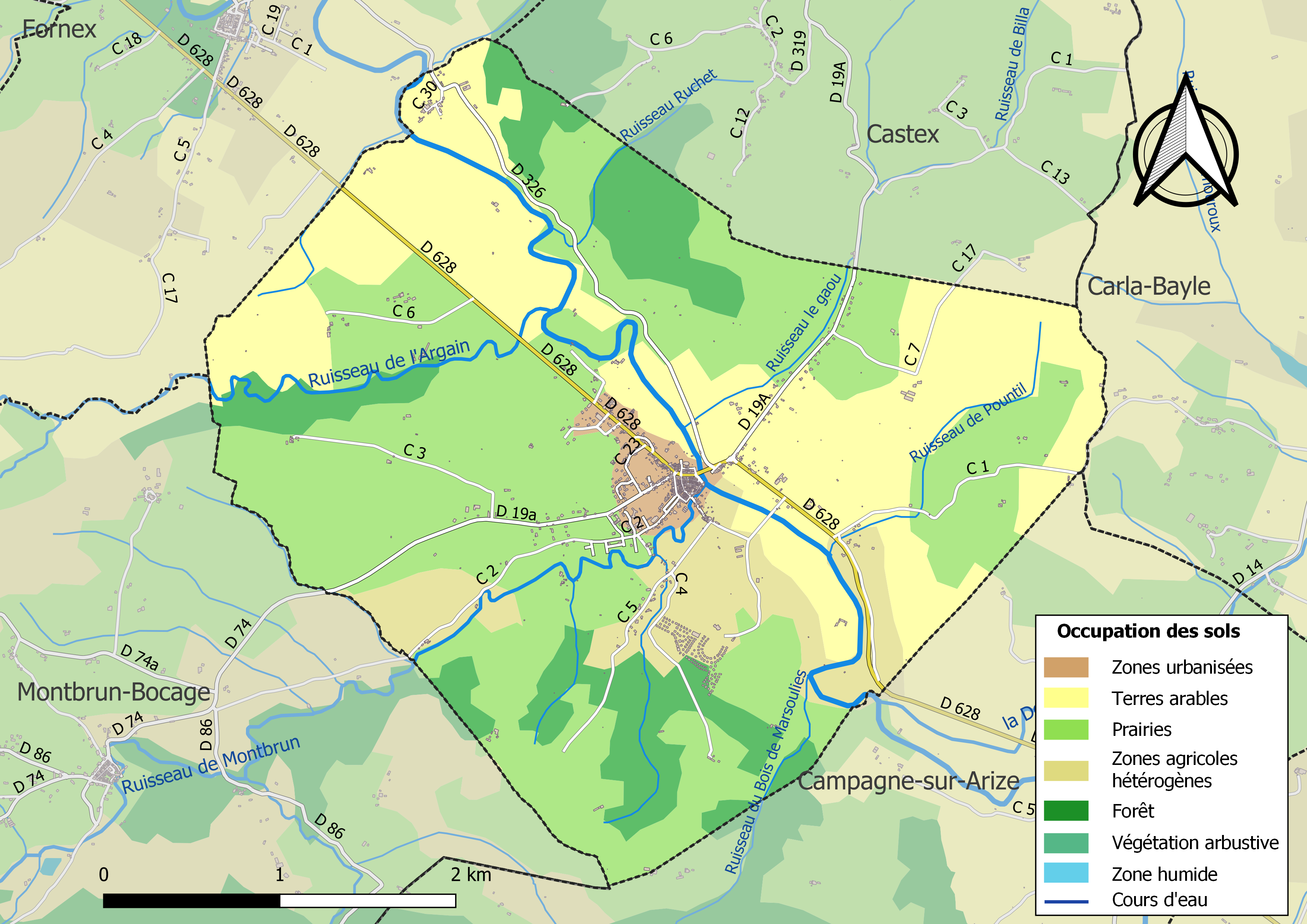
Carte des infrastructures et de l'occupation des sols de la commune en 2018 (CLC).

### Habitat et logement
En 2018, le nombre total de logements dans la commune était de 612, alors qu'il était de 567 en 2013 et de 554 en 2008.
Parmi ces logements, 55,7 % étaient des résidences principales, 32,5 % des résidences secondaires et 11,8 % des logements vacants. Ces logements étaient pour 94,6 % d'entre eux des maisons individuelles et pour 4,4 % des appartements.
Le tableau ci-dessous présente la typologie des logements à Daumazan-sur-Arize en 2018 en comparaison avec celle de l'Ariège et de la France entière. Une caractéristique marquante du parc de logements est ainsi une proportion de résidences secondaires et logements occasionnels (32,5 %) supérieure à celle du département (24,6 %) et à celle de la France entière (9,7 %). Concernant le statut d'occupation de ces logements, 70,9 % des habitants de la commune sont propriétaires de leur logement (75,1 % en 2013), contre 66,3 % pour l'Ariège et 57,5 % pour la France entière.
| Typologie                                               | Daumazan-sur-Arize | Ariège | France entière |
| ------------------------------------------------------- | ------------------ | ------ | -------------- |
| Résidences principales (en %)                           | 55,7               | 65,7   | 82,1           |
| Résidences secondaires et logements occasionnels (en %) | 32,5               | 24,6   | 9,7            |
| Logements vacants (en %)                                | 11,8               | 9,7    | 8,2            |

### Voies de communication et transports
Accès par la D 628 ancienne route nationale 628,

### Risques majeurs

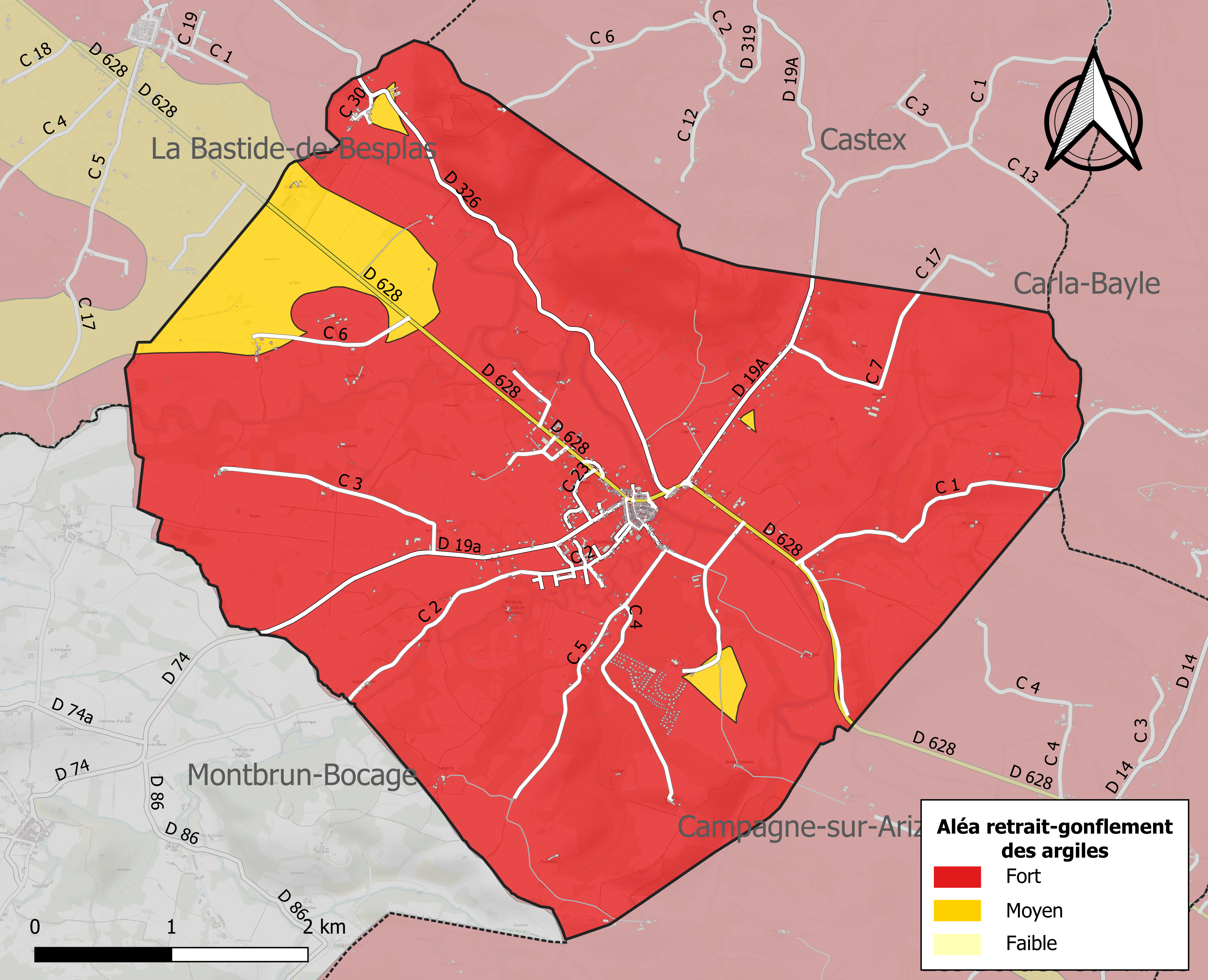
Zonage de l'aléa retrait-gonflement des argiles sur la commune de Daumazan-sur-Arize.

Le territoire de la commune de Daumazan-sur-Arize est vulnérable à différents aléas naturels : inondations, climatiques (grand froid ou canicule), feux de forêts, mouvements de terrains et séisme (sismicité faible),.
Certaines parties du territoire communal sont susceptibles d’être affectées par le risque d’inondation par débordement, crue torrentielle d'un cours d'eau, l'Arize, ou ruissellement d'un versant. L’épisode de crue le plus marquant dans le département reste sans doute celui de 1875. Parmi les inondations marquantes plus récentes concernant l'Arize figurent les crues de 1977, de 1992, de 1993, de 2000 et de 2007.
Les mouvements de terrains susceptibles de se produire sur la commune sont soit des glissements de terrains soit des mouvements liés au retrait-gonflement des argiles. Près de 50 % de la superficie du département est concernée par l'aléa retrait-gonflement des argiles, dont la commune de Daumazan-sur-Arize. L'inventaire national des cavités souterraines permet par ailleurs de localiser celles situées sur la commune.
Ces risques naturels sont pris en compte dans l'aménagement du territoire de la commune par le biais d'un plan de prévention des risques (PPR) inondation et mouvement de terrain approuvé le 27 septembre 2002.

## Toponymie
Le nom de Daumazan, sous sa forme primitive de Dalmazan, est cité à l’époque carolingienne.
En occitan, la commune porte le nom de Daumasan.

## Histoire
Comme  l’essentiel  de l’actuelle Ariège, Daumazan, avant la formation du comté de Foix, appartenait au comte de Carcassonne. Une charte de coutumes est  octroyée aux habitants par le comte de Foix en 1249.
Certains vestiges peuvent nous permettre de croire que Daumazan fut au Moyen Âge un bourg important. De cette époque, subsistent encore les capérades (couverts), des maisons à colombages, des devantures d’échoppes. Également révélatrice de l’importance du village, la disposition des maisons fait penser à une bastide, comme on en trouve beaucoup dans le Sud de la France.
L’église romane Saint-Sernin datant du XIIe siècle, partiellement classée aux Monuments historiques dès 1907, reflète également qu’une importante population gravitait autour du village.
Jean de Roquefort, seigneur de Daumazan, de Viviés et du Fossat, commandait pour Louis XIII en 1632 le château d’Usson, alors près de la frontière avec l'Espagne. Son fils, co-seigneur de Carcanières, lui succédera pour les châteaux d’Usson et de Quérigut. La frontière sera repoussée par le Traité des Pyrénées en 1659.
Sous le Premier Empire, des foires ont lieu à Daumazan le 10 janvier, le lendemain des fêtes de Pâques, le 2 juin, le 25 août, le 28 septembre et le 25 octobre.
Le village a été remodelé à plusieurs époques et notamment au XIXe siècle par la construction en son centre d’une halle.
La commune a bénéficié d'une gare du tacot du Volvestre sur la ligne de Carbonne au Mas-d'Azil de 1911 jusqu'à sa fermeture en 1938.
Le 21 octobre 1958, Daumazan devient Daumazan-sur-Arize.

## Politique et administration

### Découpage territorial
La commune de Daumazan-sur-Arize est membre de la communauté de communes Arize Lèze, un établissement public de coopération intercommunale (EPCI) à fiscalité propre créé le 30 octobre 2016 dont le siège est à Le Fossat. Ce dernier est par ailleurs membre d'autres groupements intercommunaux.
Sur le plan administratif, elle est rattachée à l'arrondissement de Saint-Girons, au département de l'Ariège, en tant que circonscription administrative de l'État, et à la région Occitanie.
Sur le plan électoral, elle dépend du canton d'Arize-Lèze pour l'élection des conseillers départementaux, depuis le redécoupage cantonal de 2014 entré en vigueur en 2015, et de la deuxième circonscription de l'Ariège  pour les élections législatives, depuis le redécoupage électoral de 1986.

### Administration municipale
Le nombre d'habitants au recensement de 2011 étant compris entre 500 et 1 499 habitants, le nombre de membres du conseil municipal pour l'élection de 2014 est de quinze,.

### Liste des maires

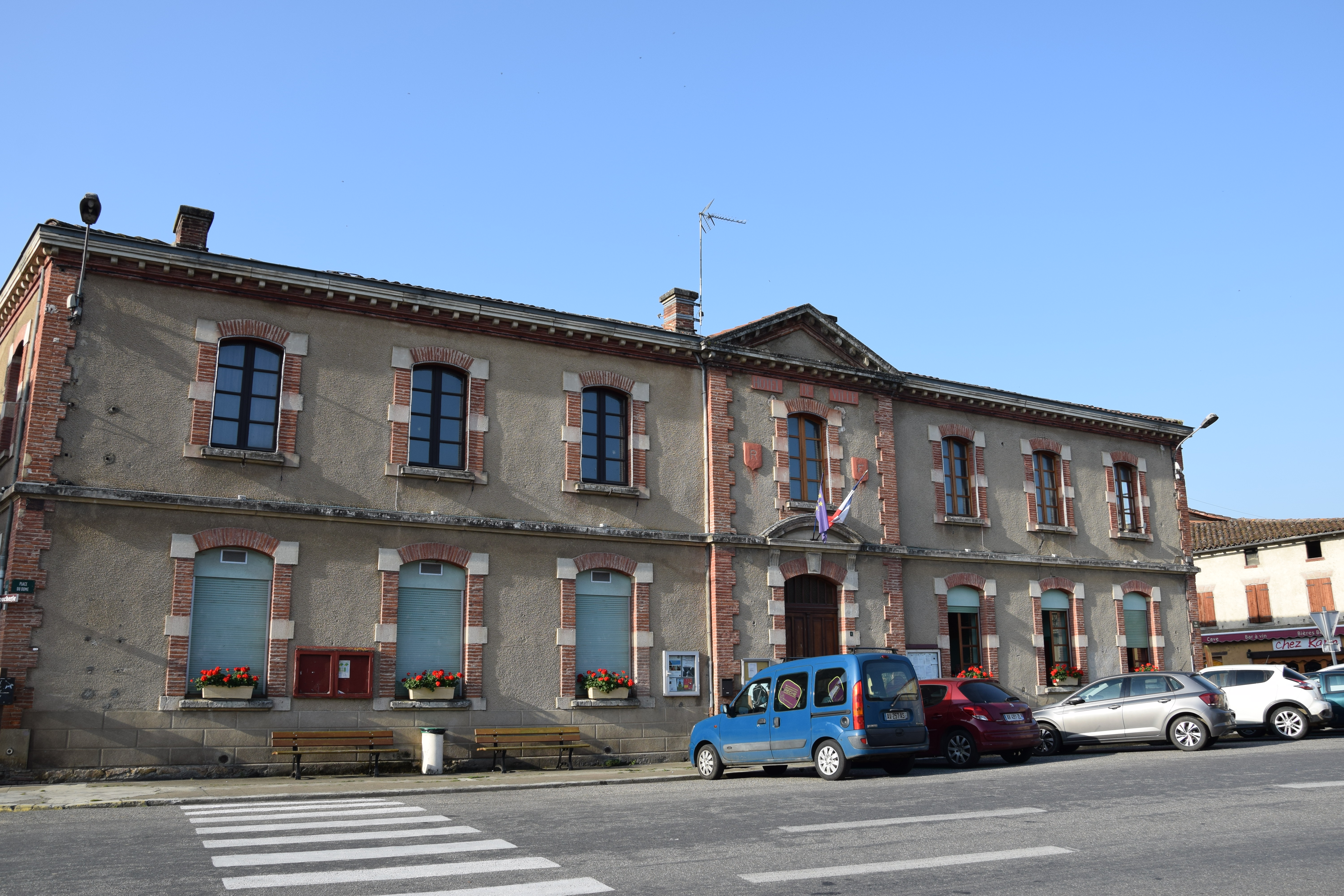
La mairie.

| Période                                  | Période   | Identité           | Étiquette | Qualité                                         |
| ---------------------------------------- | --------- | ------------------ | --------- | ----------------------------------------------- |
| 1941                                     | 1944      | Fernand Coutenceau |           |                                                 |
| 1944                                     | 1944      | Simon Biboulet     |           |                                                 |
| 1944                                     | 1945      | Roger Lacombe      |           |                                                 |
| 1945                                     | 1946      | Auguste Pailhès    |           |                                                 |
| 1946                                     | 1983      | Roger Lacombe      | PS        |                                                 |
| 1983                                     | 1995      | Lucien Leclerc     | PS        |                                                 |
| juin 1995                                | 2014      | Michel Dapot       | PS        |                                                 |
| 2014                                     | 2020      | Jean-François Vie  |           | Cadre supérieur (entreprise publique)           |
| juin 2020                                | mars 2023 | Jean Leclerc       |           | Ancien artisan, commerçant ou chef d'entreprise |
| juin 2023                                | en cours  | Carole Maurette.   |           |                                                 |
| Les données manquantes sont à compléter. |           |                    |           |                                                 |

## Population et société

### Démographie
L'évolution du nombre d'habitants est connue à travers les recensements de la population effectués dans la commune depuis 1793. Pour les communes de moins de 10 000 habitants, une enquête de recensement portant sur toute la population est réalisée tous les cinq ans, les populations de référence des années intermédiaires étant quant à elles estimées par interpolation ou extrapolation. Pour la commune, le premier recensement exhaustif entrant dans le cadre du nouveau dispositif a été réalisé en 2006.

En 2022, la commune comptait 804 habitants, en évolution de +11,05 % par rapport à 2016 (Ariège : +1,48 %, France hors Mayotte : +2,11 %).
| 1793 | 1800 | 1806 | 1821  | 1831  | 1836  | 1841  | 1846  | 1851  |
| ---- | ---- | ---- | ----- | ----- | ----- | ----- | ----- | ----- |
| 785  | 785  | 976  | 1 218 | 1 367 | 1 321 | 1 265 | 1 410 | 1 427 |

| 1856  | 1861  | 1866  | 1872  | 1876  | 1881  | 1886  | 1891  | 1896 |
| ----- | ----- | ----- | ----- | ----- | ----- | ----- | ----- | ---- |
| 1 320 | 1 315 | 1 303 | 1 269 | 1 199 | 1 154 | 1 143 | 1 063 | 988  |

| 1901 | 1906 | 1911 | 1921 | 1926 | 1931 | 1936 | 1946 | 1954 |
| ---- | ---- | ---- | ---- | ---- | ---- | ---- | ---- | ---- |
| 928  | 908  | 906  | 774  | 776  | 762  | 706  | 703  | 663  |

| 1962 | 1968 | 1975 | 1982 | 1990 | 1999 | 2006 | 2011 | 2016 |
| ---- | ---- | ---- | ---- | ---- | ---- | ---- | ---- | ---- |
| 646  | 620  | 599  | 605  | 617  | 657  | 697  | 709  | 724  |

| 2021 | 2022 | - | - | - | - | - | - | - |
| ---- | ---- | - | - | - | - | - | - | - |
| 773  | 804  | - | - | - | - | - | - | - |

| selon la population municipale des années : | 1968 | 1975 | 1982 | 1990 | 1999 | 2006 | 2009 | 2013 |
| Rang de la commune dans le département      | 40   | 42   | 41   | 41   | 37   | 40   | 38   | 42   |
| Nombre de communes du département           | 340  | 328  | 330  | 332  | 332  | 332  | 332  | 332  |

### Enseignement
Les enfants de la commune sont répartis dans un regroupement pédagogique intercommunal qui regroupe les communes de Daumazan-sur-Arize, Campagne-sur-Arize et La Bastide-de-Besplas. Ce regroupement est géré par un syndicat intercommunal à vocation éducative (SIVE) qui regroupe huit communes (Campagne-sur-Arize, Castex, Daumazan-sur-Arize, Fornex, La Bastide-de-Besplas, Loubaut, Méras, Montfa).
Cinq classes accueillent les enfants de ce regroupement : trois à Daumazan-sur-Arize (deux classes maternelles et le CP), une à Campagne-sur-Arize (CE1 - CE2), une à La Bastide-de-Besplas (CM1 - CM2).
Un nouveau groupe scolaire a été construit en 2006 à côté du foyer logements pour créer un pôle intergénérationnel. Il comporte trois salles de classe, une salle polyvalente, une bibliothèque et un centre de loisirs. Les bureaux du SIVE sont installés dans une salle annexe. Daumazan-sur-Arize fait partie de l'académie de Toulouse.

### Culture et festivité
Le village accueille chaque année le festival Terre de Couleurs, festival métissé de musique du monde et de spectacle vivant, qui a lieu le troisième week-end de juillet.

### Sports
Club de rugby à XV le FC Daumazan-sur-Arize qui fut champion du championnat de France de rugby à XV de 3e série en 1952.

### Écologie et recyclage
La collecte et le traitement des déchets des ménages et des déchets assimilés ainsi que la protection et la mise en valeur de l'environnement se font dans le cadre de la communauté de communes de l'Arize.

## Économie

### Revenus
En 2018, la commune compte 324 ménages fiscaux, regroupant 666 personnes. La médiane du revenu disponible par unité de consommation est de 17 940 € (19 820 € dans le département).

### Emploi
| Division       | 2008  | 2013   | 2018   |
| -------------- | ----- | ------ | ------ |
| Commune        | 6,9 % | 11,9 % | 18,2 % |
| Département    | 8,9 % | 11,1 % | 11,2 % |
| France entière | 8,3 % | 10 %   | 10 %   |

En 2018, la population âgée de 15 à 64 ans s'élève à 406 personnes, parmi lesquelles on compte 72,5 % d'actifs (54,3 % ayant un emploi et 18,2 % de chômeurs) et 27,5 % d'inactifs,. En  2018, le taux de chômage communal (au sens du recensement) des 15-64 ans est supérieur à celui du département et de la France, alors qu'en 2008 la situation était inverse.
La commune est hors attraction des villes,. Elle compte 188 emplois en 2018, contre 184 en 2013 et 213 en 2008. Le nombre d'actifs ayant un emploi résidant dans la commune est de 223, soit un indicateur de concentration d'emploi de 84,5 % et un taux d'activité parmi les 15 ans ou plus de 47,1 %.
Sur ces 223 actifs de 15 ans ou plus ayant un emploi, 79 travaillent dans la commune, soit 36 % des habitants. Pour se rendre au travail, 78,6 % des habitants utilisent un véhicule personnel ou de fonction à quatre roues, 2,2 % les transports en commun, 12,2 % s'y rendent en deux-roues, à vélo ou à pied et 7,1 % n'ont pas besoin de transport (travail au domicile).

### Activités hors agriculture
80 établissements sont implantés  à Daumazan-sur-Arize au 31 décembre 2019. Le tableau ci-dessous en détaille le nombre par secteur d'activité et compare les ratios avec ceux du département,.
| Secteur d'activité                                                                                        | Commune | Commune | Département |
| Secteur d'activité                                                                                        | Nombre  | %       | %           |
| --- | ------- | ------- | ----------- |
| Ensemble                                                                                                  | 80      |         |             |
| Industrie manufacturière, industries extractives et autres                                                | 8       | 10 %    | (12,9 %)    |
| Construction                                                                                              | 14      | 17,5 %  | (14,2 %)    |
| Commerce de gros et de détail, transports, hébergement et restauration                                    | 28      | 35 %    | (27,5 %)    |
| Information et communication                                                                              | 1       | 1,3 %   | (1,8 %)     |
| Activités financières et d'assurance                                                                      | 1       | 1,3 %   | (2,8 %)     |
| Activités spécialisées, scientifiques et techniques et activités de services administratifs et de soutien | 11      | 13,8 %  | (13,2 %)    |
| Administration publique, enseignement, santé humaine et action sociale                                    | 10      | 12,5 %  | (14,4 %)    |
| Autres activités de services                                                                              | 7       | 8,8 %   | (8,8 %)     |

Le secteur du commerce de gros et de détail, des transports, de l'hébergement et de la restauration est prépondérant sur la commune puisqu'il représente 35 % du nombre total d'établissements de la commune (28 sur les 80 entreprises implantées  à Daumazan-sur-Arize), contre 27,5 % au niveau départemental.
Les quatre entreprises ayant leur siège social sur le territoire communal qui génèrent le plus de chiffre d'affaires en 2020 sont : 
- Capla Et Compagnie, commerce de détail de fleurs, plantes, graines, engrais, animaux de compagnie et aliments pour ces animaux en magasin spécialisé (3 568 k€)
- Le Fournil De L'arize, boulangerie et boulangerie-pâtisserie (349 k€)
- Arize Constructions Bois, fabrication de charpentes et d'autres menuiseries (155 k€)
- SARL Clanet Pere Et Fils, travaux de maçonnerie générale et gros œuvre de bâtiment (119 k€)

La commune héberge une centrale solaire photovoltaïque d'une puissance de 10,4 MWc, construit par Arkolia Énergies avec le soutien de la Caisse des dépôts. Le terrain communal de 26,5 ha est débroussaillé par un troupeau de 150 brebis.

### Agriculture
La commune fait partie de la petite région agricole dénommée « Coteaux de l'Ariège ». En 2010, l'orientation technico-économique de l'agriculture  sur la commune est la polyculture et le polyélevage.
|                                   | 1988 | 2000 | 2010 |
| --------------------------------- | ---- | ---- | ---- |
| Exploitations                     | 30   | 14   | 11   |
| Superficie agricole utilisée (ha) | 776  | 531  | 630  |

Le nombre d'exploitations agricoles en activité et ayant leur siège dans la commune est passé de 30 lors du recensement agricole de 1988 à 14 en 2000 puis à 11 en 2010, soit une baisse de 63 % en 22 ans. Le même mouvement est observé à l'échelle du département qui a perdu pendant cette période 48 % de ses exploitations. La surface agricole utilisée sur la commune a également diminué, passant de 776 ha en 1988 à 630 ha en 2010. Parallèlement la surface agricole utilisée moyenne par exploitation a augmenté, passant de 26 à 57 ha.

## Culture locale et patrimoine

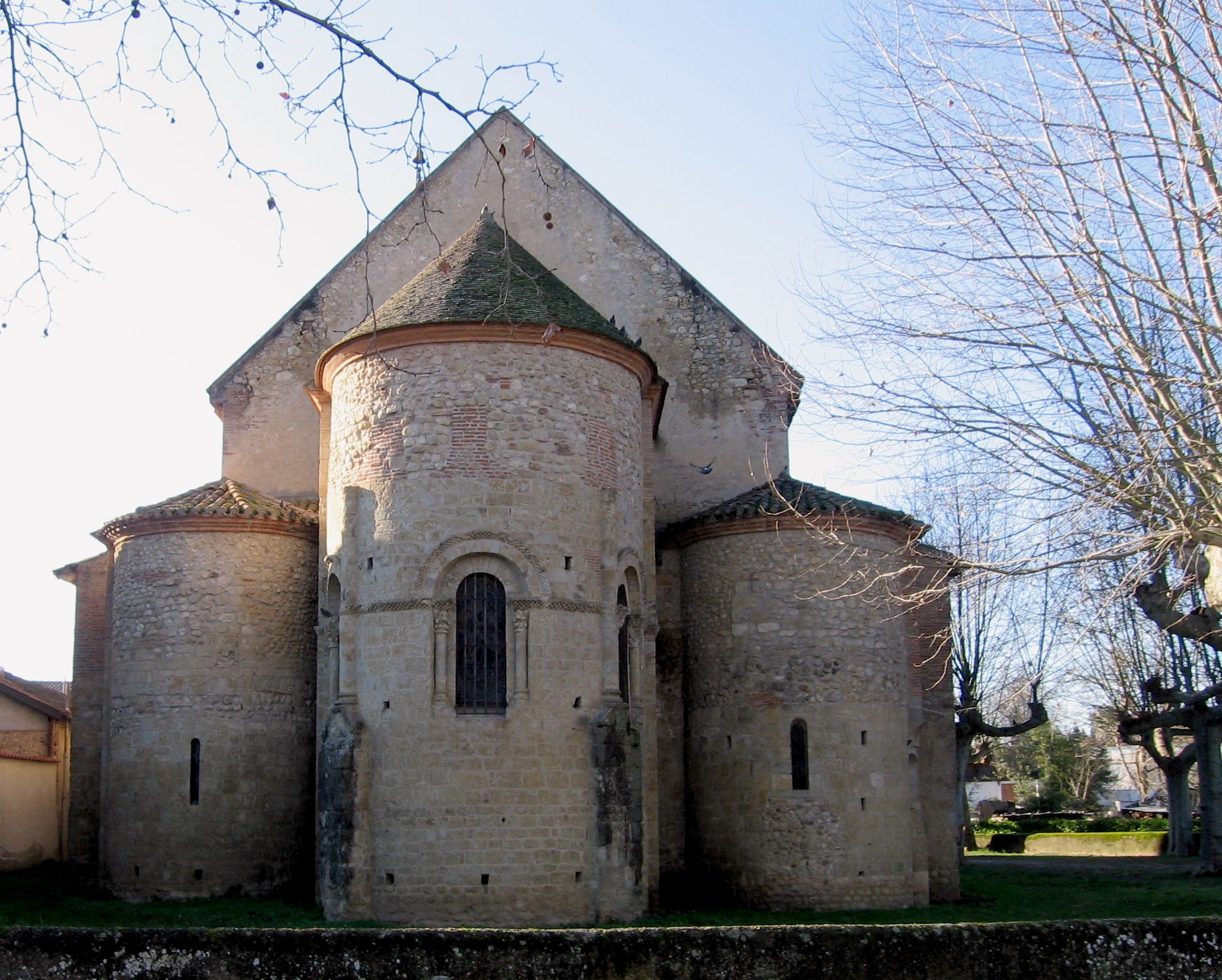
Église dédiée à saint Sernin.

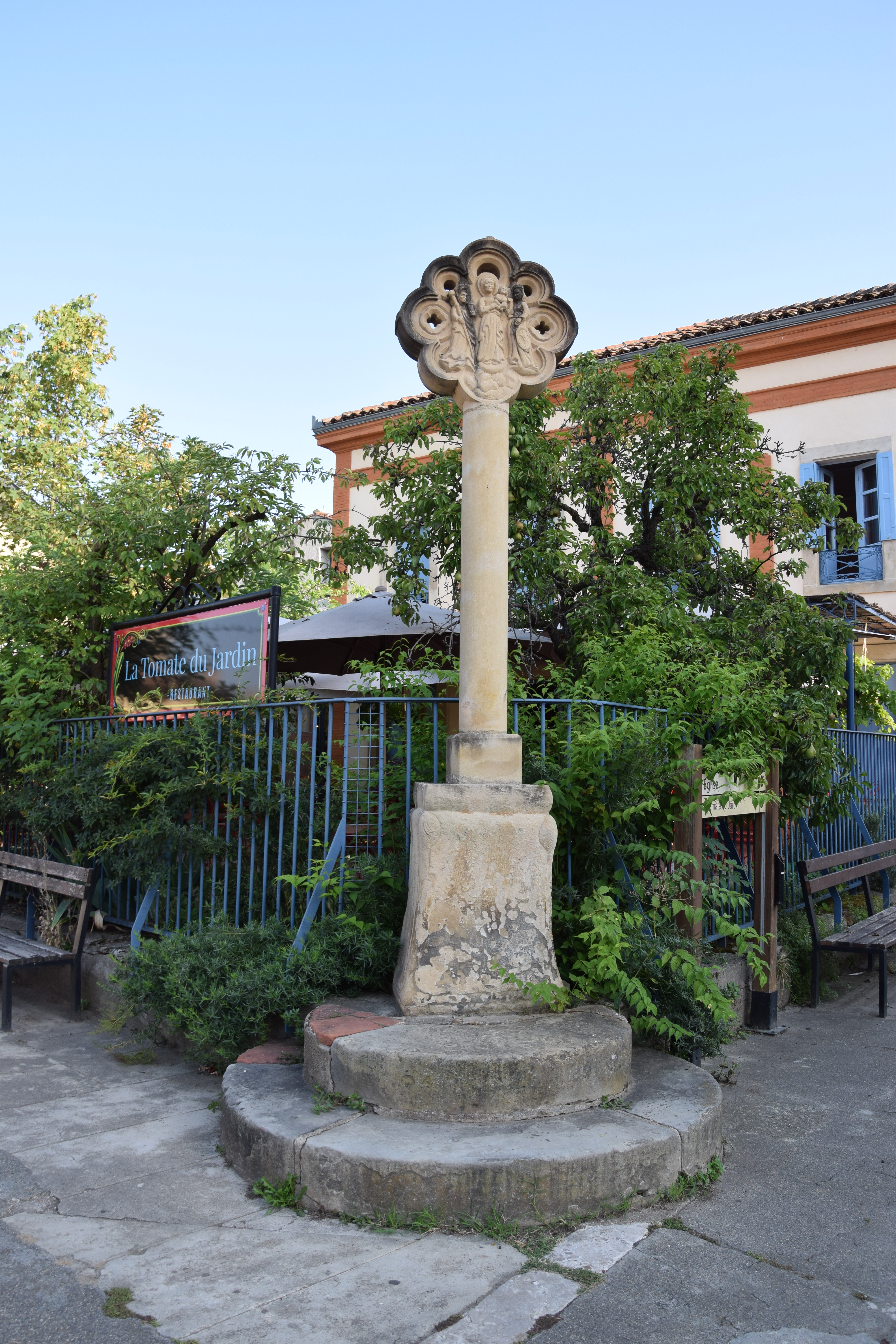

### Lieux et monuments
- Église Saint-Sernin en partie romane dédiée à saint Sernin.
- Halles du XIXe siècle.
- Croix de village en pierre sculptée et ajourée, classée au titre des monuments historiques depuis 1907.
- Capérades ou couverts.

### Personnalités liées à la commune
- Albert Périlhou, (1846, Daumazan -1936, Paris). Compositeur et organiste à l'église Saint-Séverin.
- René Massat, homme politique, député de l'Ariège.
- Charles Sans-Leroy, maire de Daumazan-sur-Arize et député.

### Héraldique
| Daumazan-sur-Arize | Son blasonnement est : D'or au chevron abaissé de gueules. |

## Pour approfondir